# آرشي ديفين
آرشي ديفين (بالإنجليزية: Archie Devine)‏ (1886 في المملكة المتحدة - 30 سبتمبر 1964 في المملكة المتحدة) هو لاعب كرة قدم بريطاني (وحمل سابقاً جنسية المملكة المتحدة لبريطانيا العظمى وأيرلندا) في مركز مهاجم داخلي. شارك مع منتخب اسكتلندا لكرة القدم. أما مع النوادي، فقد لعب مع برادفورد سيتي وريث روفرز ونادي أرسنال ونادي شيلبورن ونادي فالكيرك وهارت أوف ميدلوثيان وLochgelly United F.C. ‏ ونادي كاودينبيث لكرة القدم ورابطة كرة القدم الاسكتلندية الحادية عشر ‏.